# Повіт Кіта-Цуру
Пові́т Кіта́-Цу́ру (яп. 北都留郡, きたつるぐん, МФА: [kʲi̥ta t͡suɾu guɴ]) — повіт в префектурі Яманасі, Японія.